# Awaji-machi
Awaji-machi (淡路町) és un barri del districte urbà de Chūō, a la ciutat d'Osaka, capital de la prefectura homònima, a la regió de Kansai, Japó.

## Geografia
Els núclis principals del barri són les avingudes de Sakaisuji i Midōsuji, les quals passen pel centre del barri i són importants eixos vertebradors de la ciutat d'Osaka. El riu Higashi-Yokobori passa pel barri. El terme del barri té forma rectangular i allargada, limitant al nord amb el barri de Hirano-machi, al sud amb Kawara-machi, a l'oest i separat pel riu Nishi-Yokobori amb Utsubo-Hon-machi al districte de Nishi i a l'est amb Uchi-Awaji-machi i amb Ōte-dōri.

### Sub-barris
El barri compta amb quatre sub-barris:
- Awaji-machi 1 chōme (淡路町一丁目)
- Awaji-machi 2 chōme (淡路町二丁目)
- Awaji-machi 3 chōme (淡路町三丁目)
- Awaji-machi 4 chōme (淡路町四丁目)

## Història
Es creu que el nom del barri prové del fet històric de que molts dels seus antics habitants foren inmigrants de l'illa d'Awaji, situada a la mar interior de Seto. L'origen de l'actual barri es remunta a l'any 1872, quan uns petits pobles s'integraren a la ciutat d'Osaka.

## Transport

### Ferrocarril
El barri no disposa de cap estació de ferrocarril. Les més properes són les de Yodoyabashi, Honmachi, Kitahama i Sakaisuji-Honmachi.

### Carretera
- Autopista d'Osaka-Kobe (Hanshin)
- Nacional 25 (Midōsuji)
- Prefectural 102 (Sakaisuji)